# Våttjärnen
Våttjärnen är nu försvunnen sjö i Östersunds kommun i Jämtland och ingår i Indalsälvens huvudavrinningsområde.